# The Silver Horde (1920)
The Silver Horde is een Amerikaanse avonturenfilm uit 1920 onder regie van Frank Lloyd. Het scenario is gebaseerd op de gelijknamige roman uit 1909 van de Amerikaanse auteur Rex Beach. Destijds werd de film in Nederland uitgebracht onder de titel De strijd om de zilveren zalm.

## Verhaal
Boyd Emerson trekt naar Alaska om geld te verdienen en om de vrouw van zijn dromen voor zich te winnen. Hij gaat er samen met Cherry Malotté en George Bolt op zalm vissen. Op die manier wordt hij een rechtstreekse concurrent van de vader van zijn geliefde.

## Rolverdeling
| Acteur                | Personage       |
| --------------------- | --------------- |
| Myrtle Stedman        | Cherry Malotté  |
| Curtis Cooksey        | Boyd Emerson    |
| Betty Blythe          | Mildred Wayland |
| R.D. McLean           | Wayne Wayland   |
| Robert McKim          | Marsh           |
| Hector V. Sarno       | Constantine     |
| Louis Durham          | Swanson         |
| Maurice Bennett Flynn | Boef            |
| Neola May             | Overwinteraar   |
| Ervin Denecke         | Boef            |
| Fred R. Stanton       | George Bolt     |
| Carl Gerard           | Alton Clyde     |
| Murdock MacQuarrie    | Richard Jones   |